# Haindl Papier
Die Papierfabrik Haindl, später die Haindl’schen Papierfabriken bzw. Haindl Papier genannt, war ein in Augsburg ansässiger Papierhersteller mit weiteren Standorten, der von Mitte des 19. Jahrhunderts bis zu seinem Verkauf an UPM-Kymmene im Jahre 2001 bestand. Das Unternehmen war zeitweise der größte deutsche Papierhersteller.

## Geschichte
Das Vorläuferunternehmen war eine Papiermühle in Augsburg am Malvasierbach. Nachdem diese kurz zuvor durch eine Papiermaschine zur Papierfabrik wurde, übernahm sie am 10. April 1849 Georg Haindl zusammen mit seinem Geschäftspartner, dem Regensburger Verleger Friedrich Pustet. Schon im ersten Geschäftsjahr florierte die Firma und produzierte mit acht Mitarbeitern 100 Tonnen Papier. Produkte der Anfangszeit waren hauptsächlich Werkpapier, Illustrationspapier und Zeitungspapier. Als erstes Unternehmen in Deutschland stellten sie ab 1873 mit der „Papiermaschine III“ endloses Rollenpapier für Zeitungen her.

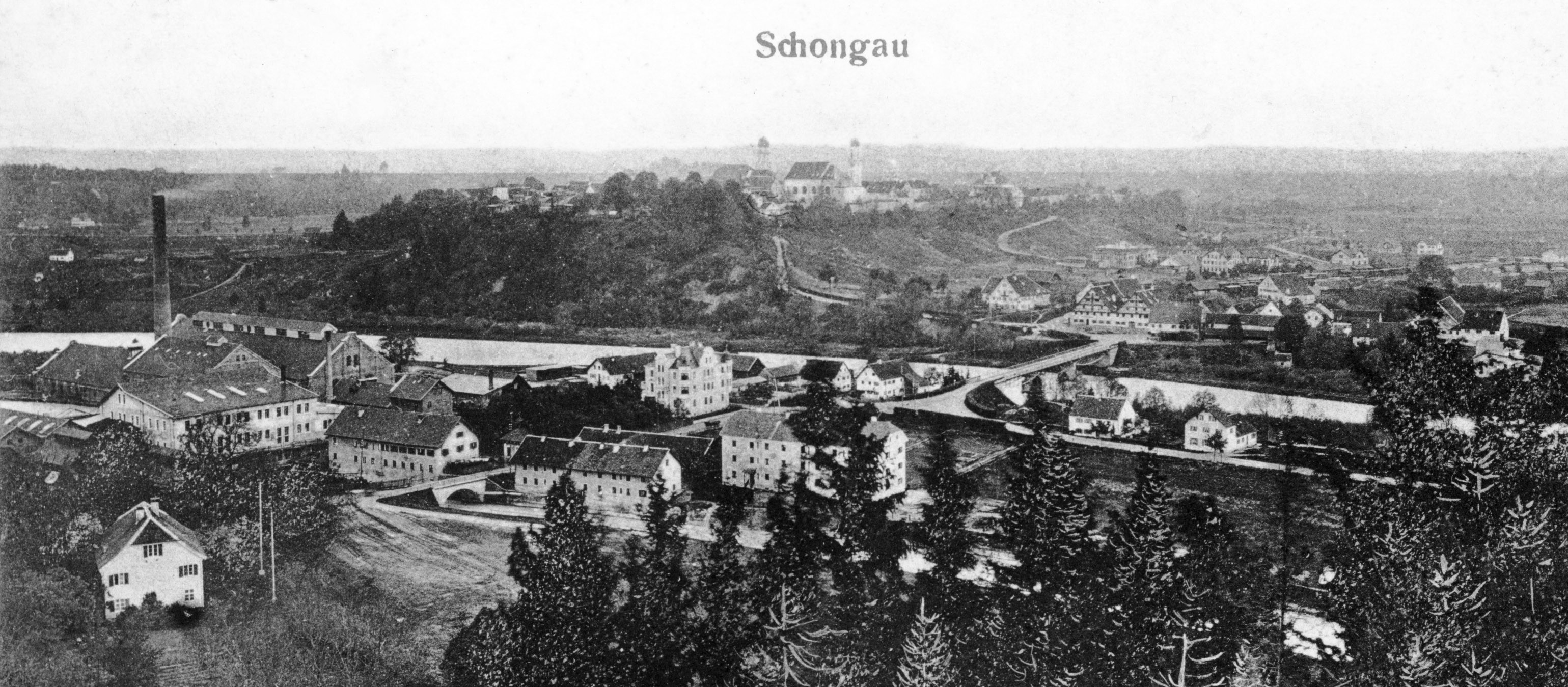
Werk Schongau um 1909

Nachdem Georg Haindl gestorben war, wurde das Unternehmen in „Haindl’sche Papierfabriken“ umbenannt und seine Söhne übernahmen den Betrieb. Der 1849 geborene Friedrich Haindl kümmerte sich um die kaufmännischen Angelegenheiten und der 1854 geborene Clemens Haindl war für die Technik zuständig. Ab dem Jahr 1889 produzierten sie außerdem in Schongau Holzschliff in einer neuen Holzstofffabrik. Dieser Holzschliff wurde zunächst über die 1886 fertiggestellte Fuchstalbahn in die Augsburger Fabrik gebracht. Nachdem 1912 in Schongau die Eisenbahnbrücke der Bahnstrecke Schongau–Peißenberg über den Lech fertig war, hatte das Schongauer Werk einen eigenen, direkten Eisenbahnanschluss.
Georg und Willy Haindl führten den Betrieb nach 1918 fort. Sie übernahmen die Papierfabrik Hegge AG in Hegge bei Kempten (Allgäu) in den 1920ern, der nun dritter Produktionsstandort war (1972 geschlossen). 1962 wurde ein neues Werk für gestrichene Druckpapiere in Duisburg-Walsum gebaut. Anfang der 1960er Jahre und Ende der 1990er Jahre war Haindl der größte deutsche Papierhersteller. In den 1980er Jahren war der 1936 geborene Clemens Haindl Komplementär der G. Haindl’schen Papierfabriken KG und Geschäftsführer der Haindl Papier GmbH; der Ingenieur Ernst Haindl, geboren 1926, war geschäftsführender Gesellschafter der KG. 1993 wurde ein neues Werk in Schwedt/Oder gebaut und 1996 erwarb die Firma die Aktienmehrheit der Steyrermühl Papierfabrik und Verlags-AG in Oberösterreich. Kurz darauf kam 1997 ein Werk Renkum in den Niederlanden (Parenco B.V.) dazu.
Im Jahr 2001 verkauften die 32 Nachkommen des Gründers den Betrieb an UPM-Kymmene aus Finnland; zu diesem Zeitpunkt hatte das Unternehmen 4.300 Mitarbeiter. Die Werke in Duisburg-Walsum und in Renkum (Niederlande) wurden aufgrund kartellrechtlicher Auflagen der EU an den norwegischen Papierkonzern Norske Skog weiterverkauft. Zum Zeitpunkt des Verkaufes gehörte die Haindl Papier GmbH & Co. KG zum Konzern G. Haindl’sche Papierfabriken KGaA, zu dem auch die Spedition Interot und die Regionalfluggesellschaft Augsburg Airways gehörten.

## Varia
Der Vater des Dramatikers und Lyrikers Bertolt Brecht, Berthold Friedrich Brecht (1869–1939), war Prokurist und später kaufmännischer Direktor für Haindl. Die Familie wohnte in einem Haindl’schen Stiftungshaus in Augsburg. Bertolt Brechts jüngerer Bruder, Walter Brecht, war von 1926 bis 1931 Betriebsassistent und Betriebsleiter, bevor er als Professor für Papierfabrikation an die Technische Hochschule Darmstadt wechselte. Die Firma Haindl unterstützte das im September 1944 stark zerstörte Institut von Walter Brecht an der TH Darmstadt durch finanzielle Zuwendungen. Zum Dank dafür erhielt Willy Haindl 1948/49 den Titel eines Ehrensenators der TH Darmstadt.